# Struttura piramidale delle leghe calcistiche inglesi

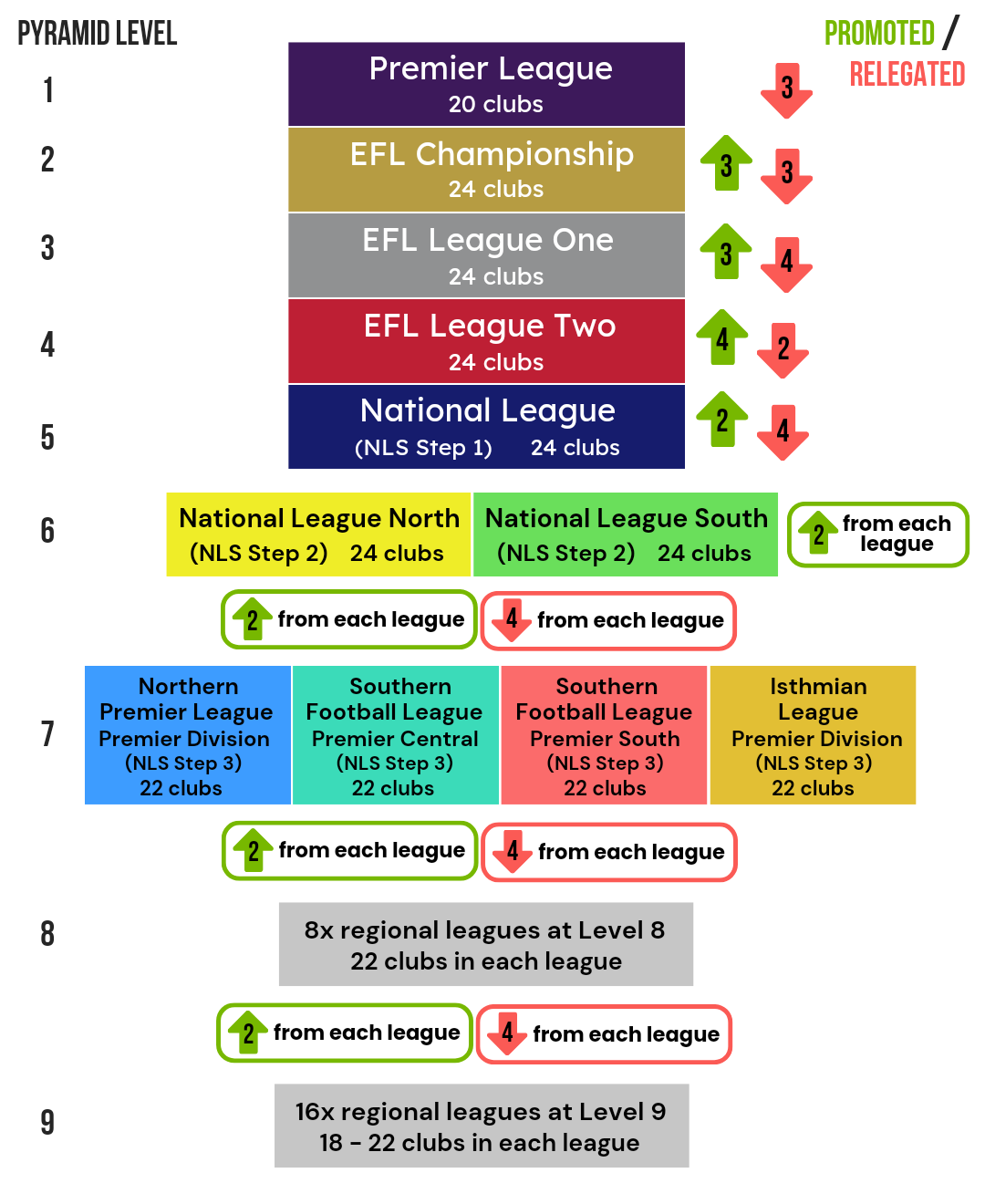
Schema delle prime 9 divisioni della piramide calcistica inglese

Il sistema delle leghe calcistiche inglesi, noto anche come piramide calcistica inglese, è una serie di leghe interconnesse fra loro, riservato alle squadre di calcio maschili inglesi, nel quale sono inclusi anche cinque club gallesi, uno di Guernsey, uno di Jersey ed uno dell'Isola di Man. Il sistema ha un formato "gerarchico", con promozioni e retrocessioni tra i diversi livelli, che consente anche ai club più piccoli, di avere la possibilità teorica, di raggiungere il vertice della piramide. Essa comprende più di 140 leghe, suddivise in più di 480 divisioni. 
Il numero esatto di club varia di anno in anno, in quanto essi si uniscono, oppure abbandonano le leghe, a causa di fusioni, rinunce o fallimenti, ma stimando una media di 15 società per divisione, si arriva ad avere un totale di circa 7.000 squadre, di cui almeno 5.300, appartenenti ad un campionato della piramide calcistica inglese.
La piramide del calcio femminile comprende invece nove livelli.

## Storia
Il primo campionato di calcio inglese fu creato nel 1888 su iniziativa del dirigente dell'Aston Villa William McGregor. I dodici club fondatori della Football League furono: Blackburn Rovers, Burnley, Bolton Wanderers, Accrington, Everton, Preston North End, Aston Villa, Derby County, Notts County, Stoke City, West Bromwich Albion e Wolverhampton Wanderers. La lega rimase con una sola categoria fino al 1892, quando venne istituita la Second Division, in seguito all'assorbimento della Football Alliance. Un nuovo allargamento avvenne nel 1920, con l'affiliazione delle principali squadre della Southern League, che diedero vita alla Third Division, suddivisa nell'anno successivo, in due gironi (North e South), grazie all'ammissione di società del nord dell'Inghilterra. Nel 1958 i migliori club delle due divisioni si unirono e diedero luogo ad un'unica terza divisione, mentre gli altri andarono a formare la Fourth Division. Il sistema rimase pressoché chiuso fino al 1987, fino ad allora, infatti, si poteva entrare a far parte della lega, solo attraverso un'elezione, che nella maggior parte dei casi premiò sempre le ultime quattro classificate della quarta divisione. Dalla stagione 1986-87 si decise quindi, di far entrare in connessione la Football League con la nascente piramide calcistica (i cui meccanismi saranno in seguito regolati dal National League System), permettendo la promozione automatica dei campioni della Conference League (torneo di quinta serie) e la retrocessione dell'ultima classificata della Fourth Division. La nascita della Premier League nel 1992, pur non cambiando il format, ridefinì l'assetto economico del calcio professionistico inglese, consentendo ai club della massima divisione l'indipendenza commerciale da Football Association e Football League.

## Informazioni sul sistema

Immagine che mostra le zone coperte dal Livello 9 del sistema campionato di calcio inglese.

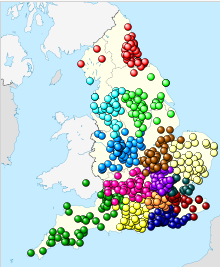
Mappa con la posizione dei team di livello 9-10 del sistema campionato di calcio inglese nel 2011-12

Il sistema è costituito da una vera e propria piramide di leghe, legate tra loro dal principio della promozione e della retrocessione. I club che primeggiano nel loro campionato, possono quindi salire in quello superiore, mentre le squadre che finiscono in fondo alla classifica scendono nel livello sottostante. Oltre alle prestazioni sportive, la promozione di una società è di solito subordinata ai criteri stabiliti dalla lega superiore, in particolare per quanto riguarda le strutture e le finanze.
È dunque possibile che una squadra amatoriale arrivi al massimo livello del calcio inglese e diventi campione della Premier League ed anche se tutto ciò, apparire improbabile (almeno, in un breve periodo), c'è sicuramente, all'interno della piramide un significativo movimento di squadre.
I primi cinque livelli si compongono di una sola divisione e sono su base nazionale. Al di sotto, i livelli hanno progressivamente più leghe parallele, ognuna delle quali copre aree geografiche sempre più piccole. Molti campionati hanno più di una divisione. Ai livelli più bassi l'esistenza di leghe diventa intermittente, anche se in alcune delle aree più densamente popolate ci sono leghe formate da molte serie, tanto da scendere oltre venti gradini sotto il vertice. Ci sono anche leghe che non fanno ufficialmente parte del sistema, in quanto non hanno accordi formali con altri campionati, ma sono riconosciuti a vari livelli, da associazioni di calcio di contea. I club provenienti da questi campionati possono, se rispettano lo standard adeguato di gioco e dispongono di strutture adeguate, entrare in una lega che fa parte della piramide.
I sei livelli immediatamente sotto la Premier League e la Football League sono conosciuti come il National League System e sono sotto la giurisdizione della Football Association. Nel maggio 2014 la Football Association ha annunciato piani provvisori per una nuova divisione tra la Football League e la National League, che includerebbe squadre "B" di club di livello superiore, ma l'idea è stata poi accantonata e non più riproposta. 
Il sistema non include la versione amatoriale del gioco (che spesso si chiama "The Sunday's Football"). Queste leghe sono entità indipendenti, senza promozione o retrocessione, che non coinvolgono la piramide calcistica. Tuttavia, per i club del Sunday's Football, c'è la possibilità di unirsi alle leghe della piramide, così come per le leghe del "Saturday's Football", che non sono affiliate.

## Struttura
Al vertice c'è la Premier League (livello 1, spesso chiamato "massima divisione"), che comprende 20 club partecipanti. Sotto, abbiamo la English Football League (EFL), divisa in tre divisioni di 24 club ciascuno: la Football League Championship (livello 2), la Football League One (Livello 3) e la Football League Two (livello 4). I 20 club della Premier League ed i 72 della EFL sono tutti club professionistici a tempo pieno e sono solitamente etichettati come club di "league", mentre le squadre che partecipano alle leghe inferiori, sono indicate come "non league", cioè al di fuori dei quattro maggiori campionati professionistici inglesi.
Il livello più alto del sistema "non league" è rappresentato dalla National League (livello 5) ed è formato da una divisione nazionale (National League) con 24 squadre e da due (livello 6), che coprono il nord (National League North) ed il sud (National League South), dell'Inghilterra, con 24 club ciascuno. Alcuni di questi sono professionisti, altri semi-professionisti, mentre continuando a scendere sotto alla National League, troviamo solo società dilettantistiche, le cui leghe di appartenenza fanno riferimento ad aree geografiche sempre più ristrette. 
Al di sotto della National League ci sono tre campionati regionali, ognuno associato a diverse aree geografiche, anche se esiste una sovrapposizione fra loro. Sono: la Northern Premier League (che copre il nord dell'Inghilterra e il Galles del nord), la Southern Football League (che copre le Midlands, sud e sud-ovest dell'Inghilterra e il Galles meridionale) e la Isthmian Football League (che copre il sud-est dell'Inghilterra). Queste leghe hanno una o più divisioni maggiori (Premier Division) di 22 squadre (livello 7) e due o tre divisioni minori (Division One) di 20 squadre (livello 8). Il livello 9 contiene le divisioni principali di un grande gruppo di quattordici leghe subregionali. Ognuno di questi campionati ha una diversa configurazione divisionale, ma tutti sono alimentati da leghe sotto di esse, ognuna delle quali copre livelli più piccoli e minori.

## Meccanismo di promozione e retrocessione

### Livello 1-8
1 Premier League (livello 1, 20 squadre): il vincitore si laurea campione d'Inghilterra, le ultime tre squadre retrocedono.
2 Football League Championship (livello 2, 24 squadre): le prime due vengono promosse direttamente; le quattro seguenti disputano dei playoff, con il vincitore che ottiene la promozione. Le ultime tre squadre retrocedono.
3 Football League One (livello 3, 24 squadre): le prime due vengono promosse direttamente; le quattro seguenti disputano dei playoff, con il vincitore che guadagna la promozione. Le ultime quattro squadre retrocedono.
4 Football League Two (livello 4, 24 squadre): le prime tre vengono promosse direttamente; le quattro seguenti disputano dei playoff, con il vincitore che guadagna la promozione. Le ultime due squadre retrocedono.
5 National League (livello 5, 24 squadre): i campioni sono promossi; le sei seguenti disputano dei playoff, con il vincitore che ottiene la promozione. Le ultime quattro sono retrocesse a seconda della posizione geografica nella National League North o South.
6 National League North e National League South (livello 6, 2 gironi da 24 squadre ciascuno): i campioni in ogni divisione vengono promossi automaticamente; le sei squadre seguenti di ogni divisione competono nei playoff, con il vincitore che ottiene la promozione. Le ultime tre squadre di ogni divisione retrocedono, a seconda della loro posizione geografica in Northern Premier League Premier Division, Southern Football League Premier Diviosion, Isthmian Football League Premier Division. Se, dopo la promozione e la retrocessione, il numero di squadre nelle divisioni Nord e Sud non è uguale, una o più squadre vengono trasferite nell'altra.
7 Northern Premier League Premier Division, Southern Football League Central Division, Southern Football League South Division e Isthmian Football League Premier Division (livello 7, 4 gironi da 22 squadre ciascuno): i campioni di ogni divisione vengono automaticamente promossi, le quattro squadre seguenti di ogni divisione competono nei playoff, con il vincitore che ottiene la promozione. Le ultime quattro di ciascuna divisione sono relegate ad una divisione di livello 8. Se, dopo la promozione e la retrocessione, il numero di squadre nelle divisioni non è uguale, una o più squadre vengono trasferite tra le tre divisioni fino a rendere il numero di squadre di ogni divisione uguale.
8 Northern Premier League Division One East, Northern Premier League Division One Midlands, Northern Premier League Division One West, Southern Football League Division One Central, Southern Football League Division One South, Isthmian League Division One South Central, Isthmian League Division One North, Isthmian League Division One South East (livello 8, 8 gironi da 20 squadre ciascuno): i campioni di ogni divisione vengono automaticamente promossi, le quattro squadre seguenti di ogni divisione competono nei playoff, con il vincitore che ottiene la promozione. Le ultime due squadre di ciascuna divisione retrocedono in una lega del livello 9. Se, dopo la promozione e la retrocessione, il numero di squadre nelle divisioni non è uguale, una o più squadre vengono trasferite tra le divisioni.

### Livello 9-11
9 Combined Counties League Premier Division North, Combined Counties League Premier Division South, Eastern Counties League Premier Division, Essex Senior League, Hellenic League Premier Division, Midland League Premier Division, North West Counties League Premier Division, Northern Counties East League Premier Division, Northern League Division One, Southern Counties East League Premier Division, Spartan South Midlands League Premier Division, Southern Combination Premier Division, United Counties League Premier Division North, United Counties League Premier Division South, Wessex League Premier Division, Western League Premier Division (livello 9, 16 divisioni): i campioni di lega vengono promossi. Le ultime due classificate retrocedono, a seconda della posizione geografica, in una lega del livello 10.
10 Combined Counties League Division One, Eastern Counties League Division One North, Eastern Counties League Division One South, Hellenic League Division One, Midland League Division One, North West Counties League Division One North, North West Counties League Division One South, Northern Counties East League Division One, Northern League Division Two, South West Peninsula League Premier Division East, South West Peninsula League Premier Division West, Southern Combination League Division One, Southern Counties East League Division One, Spartan South Midlands League Division One, United Counties League Division One, Wessex League Division One, Western League Division One (livello 10, 17 divisioni): i campioni di lega ed i secondi classificati vengono promossi. Il numero di retrocessioni è invece subordinato agli accordi che ogni singola lega ha stipulato con quelle "alimentatrici" collocate al livello 11.
11 Il livello 11 è formato da 50 divisioni, espressione di 44 leghe.

## Eleggibilità per le coppe
| Coppa               | Livello |
| ------------------- | ------- |
| FA Cup              | 1-9     |
| EFL Cup             | 1-4     |
| EFL Trophy          | 3-4     |
| FA Trophy           | 5-8     |
| FA Vase             | 9-10    |
| FA Inter-League Cup | 11      |

A partire dal livello 11, le coppe hanno una connotazione regionale, scendendo ancora più in basso nella piramide assumono invece un carattere provinciale. Queste competizioni di zona, non devono essere confuse con quelle denominate "Senior Cup", che sono al contrario dei tornei fra squadre professionistiche di una determinata contea.

## La piramide
Nella tabella sottostante è riportata l'attuale struttura del sistema calcistico inglese. Per ogni divisione vengono riportati il nome ufficiale ed il numero di squadre che partecipano al campionato. Il primo livello della piramide è organizzato dalla Premier League, i tre successivi dalla EFL ed insieme rappresentano la "Football League". Al di sotto, ci sono i campionati "non league", che dal livello 5 al livello 10, rientrano nella giurisdizione della FA, attraverso il NLS (National League System). I sei livelli di questa parte del sistema sono denominati "step". Il livello 11, che fino al 2020 era lo step 7, è ora ribattezzato con il nome di "Regional Feeder Leagues".
| Livello           | Livello | Serie | Serie | Serie | Serie | Serie | Serie | Serie | Serie | Serie | Serie | Serie | Serie | Serie | Serie | Serie | Serie |
| ----------------- | ------- | --- | --- | --- | --- | --- | --- | --- | --- | --- | --- | --- | --- | --- | --- | --- | --- |
| Pro-1             | Pro-1   | Premier League 20 squadre | Premier League 20 squadre | Premier League 20 squadre | Premier League 20 squadre | Premier League 20 squadre | Premier League 20 squadre | Premier League 20 squadre | Premier League 20 squadre | Premier League 20 squadre | Premier League 20 squadre | Premier League 20 squadre | Premier League 20 squadre | Premier League 20 squadre | Premier League 20 squadre | Premier League 20 squadre | Premier League 20 squadre |
| Pro-2             | Pro-2   | EFL Championship 24 squadre | EFL Championship 24 squadre | EFL Championship 24 squadre | EFL Championship 24 squadre | EFL Championship 24 squadre | EFL Championship 24 squadre | EFL Championship 24 squadre | EFL Championship 24 squadre | EFL Championship 24 squadre | EFL Championship 24 squadre | EFL Championship 24 squadre | EFL Championship 24 squadre | EFL Championship 24 squadre | EFL Championship 24 squadre | EFL Championship 24 squadre | EFL Championship 24 squadre |
| Pro-3             | Pro-3   | EFL League One 24 squadre | EFL League One 24 squadre | EFL League One 24 squadre | EFL League One 24 squadre | EFL League One 24 squadre | EFL League One 24 squadre | EFL League One 24 squadre | EFL League One 24 squadre | EFL League One 24 squadre | EFL League One 24 squadre | EFL League One 24 squadre | EFL League One 24 squadre | EFL League One 24 squadre | EFL League One 24 squadre | EFL League One 24 squadre | EFL League One 24 squadre |
| Pro-4             | Pro-4   | EFL League Two 24 squadre | EFL League Two 24 squadre | EFL League Two 24 squadre | EFL League Two 24 squadre | EFL League Two 24 squadre | EFL League Two 24 squadre | EFL League Two 24 squadre | EFL League Two 24 squadre | EFL League Two 24 squadre | EFL League Two 24 squadre | EFL League Two 24 squadre | EFL League Two 24 squadre | EFL League Two 24 squadre | EFL League Two 24 squadre | EFL League Two 24 squadre | EFL League Two 24 squadre |
| Dil-1             | Dil-1   | National League 24 squadre | National League 24 squadre | National League 24 squadre | National League 24 squadre | National League 24 squadre | National League 24 squadre | National League 24 squadre | National League 24 squadre | National League 24 squadre | National League 24 squadre | National League 24 squadre | National League 24 squadre | National League 24 squadre | National League 24 squadre | National League 24 squadre | National League 24 squadre |
| Dil-2             | Dil-2   | National League North 24 squadre | National League North 24 squadre | National League North 24 squadre | National League North 24 squadre | National League North 24 squadre | National League North 24 squadre | National League North 24 squadre | National League North 24 squadre | National League North 24 squadre | National League South 24 squadre | National League South 24 squadre | National League South 24 squadre | National League South 24 squadre | National League South 24 squadre | National League South 24 squadre | National League South 24 squadre |
| Dil-3             | Dil-3   | Northern Premier League Premier Division 22 squadre | Northern Premier League Premier Division 22 squadre | Northern Premier League Premier Division 22 squadre | Northern Premier League Premier Division 22 squadre | Northern Premier League Premier Division 22 squadre | Northern Premier League Premier Division 22 squadre | Southern League Central Division 22 squadre | Southern League Central Division 22 squadre | Southern League South Division 22 squadre | Southern League South Division 22 squadre | Isthmian League Premier Division 22 squadre | Isthmian League Premier Division 22 squadre | Isthmian League Premier Division 22 squadre | Isthmian League Premier Division 22 squadre | Isthmian League Premier Division 22 squadre | Isthmian League Premier Division 22 squadre |
| Dil-4             | Dil-4   | Northern Premier League Division One East 20 squadre | Northern Premier League Division One East 20 squadre | Northern Premier League Division One West 20 squadre | Northern Premier League Division One West 20 squadre | Northern Premier League Division One Midlands 20 squadre | Northern Premier League Division One Midlands 20 squadre | Southern League Division One Central 20 squadre | Southern League Division One Central 20 squadre | Southern League Division One South 20 squadre | Southern League Division One South 20 squadre | Isthmian League Division One South Central 20 squadre | Isthmian League Division One South Central 20 squadre | Isthmian League Division One North 20 squadre | Isthmian League Division One North 20 squadre | Isthmian League Division One South East 20 squadre | Isthmian League Division One South East 20 squadre |
| Dil-5             | Dil-5   | Northern Football League Division One 20 squadre | Northern Counties East League Premier Division 20 squadre | North West Counties League Premier Division 22 squadre | Midland League Premier Division 20 squadre | United Counties League Premier Division North 20 squadre | United Counties League Premier Division South 18 squadre | Hellenic League Premier Division 20 squadre | Spartan South Midlands League Premier Division 20 squadre | Wessex League Premier Division 20 squadre | Western League Premier Division 19 squadre | Combined Counties League Premier Division North 20 squadre | Combined Counties League Premier Division South 20 squadre | Eastern Counties League Premier Division 20 squadre | Essex Senior League 20 squadre | Southern Combination League Premier Division 20 squadre | Southern Counties East League Premier Division 20 squadre |
| Dil-6             | Dil-6   | Combined Counties League Division One – 21 clubs — 2p, 0–3r Eastern Counties League Division One North – 19 clubs — 2p, 0–3r Eastern Counties League Division One South – 19 clubs — 2p, 0–3r Hellenic League Division One – 19 clubs — 2p, 0–2r Midland League Division One – 21 clubs — 2p, 0–1r Northern Counties East League Division One – 20 clubs — 2p, 0–1r Northern League Division Two – 21 clubs — 2p, 0–3r North West Counties League Division One North – 18 clubs — 2p, 0–3r North West Counties League Division One South – 20 clubs — 2p, 0–3r | Combined Counties League Division One – 21 clubs — 2p, 0–3r Eastern Counties League Division One North – 19 clubs — 2p, 0–3r Eastern Counties League Division One South – 19 clubs — 2p, 0–3r Hellenic League Division One – 19 clubs — 2p, 0–2r Midland League Division One – 21 clubs — 2p, 0–1r Northern Counties East League Division One – 20 clubs — 2p, 0–1r Northern League Division Two – 21 clubs — 2p, 0–3r North West Counties League Division One North – 18 clubs — 2p, 0–3r North West Counties League Division One South – 20 clubs — 2p, 0–3r | Combined Counties League Division One – 21 clubs — 2p, 0–3r Eastern Counties League Division One North – 19 clubs — 2p, 0–3r Eastern Counties League Division One South – 19 clubs — 2p, 0–3r Hellenic League Division One – 19 clubs — 2p, 0–2r Midland League Division One – 21 clubs — 2p, 0–1r Northern Counties East League Division One – 20 clubs — 2p, 0–1r Northern League Division Two – 21 clubs — 2p, 0–3r North West Counties League Division One North – 18 clubs — 2p, 0–3r North West Counties League Division One South – 20 clubs — 2p, 0–3r | Combined Counties League Division One – 21 clubs — 2p, 0–3r Eastern Counties League Division One North – 19 clubs — 2p, 0–3r Eastern Counties League Division One South – 19 clubs — 2p, 0–3r Hellenic League Division One – 19 clubs — 2p, 0–2r Midland League Division One – 21 clubs — 2p, 0–1r Northern Counties East League Division One – 20 clubs — 2p, 0–1r Northern League Division Two – 21 clubs — 2p, 0–3r North West Counties League Division One North – 18 clubs — 2p, 0–3r North West Counties League Division One South – 20 clubs — 2p, 0–3r | Combined Counties League Division One – 21 clubs — 2p, 0–3r Eastern Counties League Division One North – 19 clubs — 2p, 0–3r Eastern Counties League Division One South – 19 clubs — 2p, 0–3r Hellenic League Division One – 19 clubs — 2p, 0–2r Midland League Division One – 21 clubs — 2p, 0–1r Northern Counties East League Division One – 20 clubs — 2p, 0–1r Northern League Division Two – 21 clubs — 2p, 0–3r North West Counties League Division One North – 18 clubs — 2p, 0–3r North West Counties League Division One South – 20 clubs — 2p, 0–3r | Combined Counties League Division One – 21 clubs — 2p, 0–3r Eastern Counties League Division One North – 19 clubs — 2p, 0–3r Eastern Counties League Division One South – 19 clubs — 2p, 0–3r Hellenic League Division One – 19 clubs — 2p, 0–2r Midland League Division One – 21 clubs — 2p, 0–1r Northern Counties East League Division One – 20 clubs — 2p, 0–1r Northern League Division Two – 21 clubs — 2p, 0–3r North West Counties League Division One North – 18 clubs — 2p, 0–3r North West Counties League Division One South – 20 clubs — 2p, 0–3r | Combined Counties League Division One – 21 clubs — 2p, 0–3r Eastern Counties League Division One North – 19 clubs — 2p, 0–3r Eastern Counties League Division One South – 19 clubs — 2p, 0–3r Hellenic League Division One – 19 clubs — 2p, 0–2r Midland League Division One – 21 clubs — 2p, 0–1r Northern Counties East League Division One – 20 clubs — 2p, 0–1r Northern League Division Two – 21 clubs — 2p, 0–3r North West Counties League Division One North – 18 clubs — 2p, 0–3r North West Counties League Division One South – 20 clubs — 2p, 0–3r | Combined Counties League Division One – 21 clubs — 2p, 0–3r Eastern Counties League Division One North – 19 clubs — 2p, 0–3r Eastern Counties League Division One South – 19 clubs — 2p, 0–3r Hellenic League Division One – 19 clubs — 2p, 0–2r Midland League Division One – 21 clubs — 2p, 0–1r Northern Counties East League Division One – 20 clubs — 2p, 0–1r Northern League Division Two – 21 clubs — 2p, 0–3r North West Counties League Division One North – 18 clubs — 2p, 0–3r North West Counties League Division One South – 20 clubs — 2p, 0–3r | Combined Counties League Division One – 21 clubs — 2p, 0–3r Eastern Counties League Division One North – 19 clubs — 2p, 0–3r Eastern Counties League Division One South – 19 clubs — 2p, 0–3r Hellenic League Division One – 19 clubs — 2p, 0–2r Midland League Division One – 21 clubs — 2p, 0–1r Northern Counties East League Division One – 20 clubs — 2p, 0–1r Northern League Division Two – 21 clubs — 2p, 0–3r North West Counties League Division One North – 18 clubs — 2p, 0–3r North West Counties League Division One South – 20 clubs — 2p, 0–3r | South West Peninsula League Premier Division East – 19 clubs — 1p, 0–3r South West Peninsula League Premier Division West – 17 clubs — 1p, 0–2r Southern Combination League Division One – 17 clubs — 2p, 0–3r Southern Counties East League Division One – 17 clubs — 2p, 0–1r Spartan South Midlands League Division One – 20 clubs — 2p, 0–3r United Counties League Division One – 22 clubs — 2p, 0–3r Wessex League Division One – 20 clubs — 2p, 0–3r Western League Division One – 22 clubs — 2p, 0–3r | South West Peninsula League Premier Division East – 19 clubs — 1p, 0–3r South West Peninsula League Premier Division West – 17 clubs — 1p, 0–2r Southern Combination League Division One – 17 clubs — 2p, 0–3r Southern Counties East League Division One – 17 clubs — 2p, 0–1r Spartan South Midlands League Division One – 20 clubs — 2p, 0–3r United Counties League Division One – 22 clubs — 2p, 0–3r Wessex League Division One – 20 clubs — 2p, 0–3r Western League Division One – 22 clubs — 2p, 0–3r | South West Peninsula League Premier Division East – 19 clubs — 1p, 0–3r South West Peninsula League Premier Division West – 17 clubs — 1p, 0–2r Southern Combination League Division One – 17 clubs — 2p, 0–3r Southern Counties East League Division One – 17 clubs — 2p, 0–1r Spartan South Midlands League Division One – 20 clubs — 2p, 0–3r United Counties League Division One – 22 clubs — 2p, 0–3r Wessex League Division One – 20 clubs — 2p, 0–3r Western League Division One – 22 clubs — 2p, 0–3r | South West Peninsula League Premier Division East – 19 clubs — 1p, 0–3r South West Peninsula League Premier Division West – 17 clubs — 1p, 0–2r Southern Combination League Division One – 17 clubs — 2p, 0–3r Southern Counties East League Division One – 17 clubs — 2p, 0–1r Spartan South Midlands League Division One – 20 clubs — 2p, 0–3r United Counties League Division One – 22 clubs — 2p, 0–3r Wessex League Division One – 20 clubs — 2p, 0–3r Western League Division One – 22 clubs — 2p, 0–3r | South West Peninsula League Premier Division East – 19 clubs — 1p, 0–3r South West Peninsula League Premier Division West – 17 clubs — 1p, 0–2r Southern Combination League Division One – 17 clubs — 2p, 0–3r Southern Counties East League Division One – 17 clubs — 2p, 0–1r Spartan South Midlands League Division One – 20 clubs — 2p, 0–3r United Counties League Division One – 22 clubs — 2p, 0–3r Wessex League Division One – 20 clubs — 2p, 0–3r Western League Division One – 22 clubs — 2p, 0–3r | South West Peninsula League Premier Division East – 19 clubs — 1p, 0–3r South West Peninsula League Premier Division West – 17 clubs — 1p, 0–2r Southern Combination League Division One – 17 clubs — 2p, 0–3r Southern Counties East League Division One – 17 clubs — 2p, 0–1r Spartan South Midlands League Division One – 20 clubs — 2p, 0–3r United Counties League Division One – 22 clubs — 2p, 0–3r Wessex League Division One – 20 clubs — 2p, 0–3r Western League Division One – 22 clubs — 2p, 0–3r | South West Peninsula League Premier Division East – 19 clubs — 1p, 0–3r South West Peninsula League Premier Division West – 17 clubs — 1p, 0–2r Southern Combination League Division One – 17 clubs — 2p, 0–3r Southern Counties East League Division One – 17 clubs — 2p, 0–1r Spartan South Midlands League Division One – 20 clubs — 2p, 0–3r United Counties League Division One – 22 clubs — 2p, 0–3r Wessex League Division One – 20 clubs — 2p, 0–3r Western League Division One – 22 clubs — 2p, 0–3r |
| Dil-7             | Dil-7   | Anglian Combination Premier Division – 16 clubs Bedfordshire County League Premier Division – 16 clubs Cambridgeshire County League Premier Division – 16 clubs Central Midlands League Premier Division North – 18 clubs Central Midlands League Premier Division South – 17 clubs Cheshire League Premier Division – 18 clubs Devon Football League North & East Division – 13 clubs Devon Football League South & West Division – 15 clubs Dorset Premier League – 18 clubs Essex Alliance League – 14 clubs Essex & Suffolk Border League Premier Division – 18 clubs Essex Olympian League Premier Division – 15 clubs Gloucestershire County League – 16 clubs Hampshire Premier League Senior Division – 16 clubs Herefordshire FA County League Premier Division – 15 clubs Hertfordshire Senior County League Premier Division – 16 clubs Humber Premier League Premier Division – 15 clubs Kent County League Premier Division – 16 clubs Leicestershire Senior League Premier Division – 18 clubs Lincolnshire League – 18 clubs Liverpool County Premier League Premier Division – 15 clubs Manchester League Premier Division – 15 clubs Mid-Sussex League Premier Division – 14 clubs Middlesex County League Premier Division – 15 clubs Midland League Division Two – 15 clubs | Anglian Combination Premier Division – 16 clubs Bedfordshire County League Premier Division – 16 clubs Cambridgeshire County League Premier Division – 16 clubs Central Midlands League Premier Division North – 18 clubs Central Midlands League Premier Division South – 17 clubs Cheshire League Premier Division – 18 clubs Devon Football League North & East Division – 13 clubs Devon Football League South & West Division – 15 clubs Dorset Premier League – 18 clubs Essex Alliance League – 14 clubs Essex & Suffolk Border League Premier Division – 18 clubs Essex Olympian League Premier Division – 15 clubs Gloucestershire County League – 16 clubs Hampshire Premier League Senior Division – 16 clubs Herefordshire FA County League Premier Division – 15 clubs Hertfordshire Senior County League Premier Division – 16 clubs Humber Premier League Premier Division – 15 clubs Kent County League Premier Division – 16 clubs Leicestershire Senior League Premier Division – 18 clubs Lincolnshire League – 18 clubs Liverpool County Premier League Premier Division – 15 clubs Manchester League Premier Division – 15 clubs Mid-Sussex League Premier Division – 14 clubs Middlesex County League Premier Division – 15 clubs Midland League Division Two – 15 clubs | Anglian Combination Premier Division – 16 clubs Bedfordshire County League Premier Division – 16 clubs Cambridgeshire County League Premier Division – 16 clubs Central Midlands League Premier Division North – 18 clubs Central Midlands League Premier Division South – 17 clubs Cheshire League Premier Division – 18 clubs Devon Football League North & East Division – 13 clubs Devon Football League South & West Division – 15 clubs Dorset Premier League – 18 clubs Essex Alliance League – 14 clubs Essex & Suffolk Border League Premier Division – 18 clubs Essex Olympian League Premier Division – 15 clubs Gloucestershire County League – 16 clubs Hampshire Premier League Senior Division – 16 clubs Herefordshire FA County League Premier Division – 15 clubs Hertfordshire Senior County League Premier Division – 16 clubs Humber Premier League Premier Division – 15 clubs Kent County League Premier Division – 16 clubs Leicestershire Senior League Premier Division – 18 clubs Lincolnshire League – 18 clubs Liverpool County Premier League Premier Division – 15 clubs Manchester League Premier Division – 15 clubs Mid-Sussex League Premier Division – 14 clubs Middlesex County League Premier Division – 15 clubs Midland League Division Two – 15 clubs | Anglian Combination Premier Division – 16 clubs Bedfordshire County League Premier Division – 16 clubs Cambridgeshire County League Premier Division – 16 clubs Central Midlands League Premier Division North – 18 clubs Central Midlands League Premier Division South – 17 clubs Cheshire League Premier Division – 18 clubs Devon Football League North & East Division – 13 clubs Devon Football League South & West Division – 15 clubs Dorset Premier League – 18 clubs Essex Alliance League – 14 clubs Essex & Suffolk Border League Premier Division – 18 clubs Essex Olympian League Premier Division – 15 clubs Gloucestershire County League – 16 clubs Hampshire Premier League Senior Division – 16 clubs Herefordshire FA County League Premier Division – 15 clubs Hertfordshire Senior County League Premier Division – 16 clubs Humber Premier League Premier Division – 15 clubs Kent County League Premier Division – 16 clubs Leicestershire Senior League Premier Division – 18 clubs Lincolnshire League – 18 clubs Liverpool County Premier League Premier Division – 15 clubs Manchester League Premier Division – 15 clubs Mid-Sussex League Premier Division – 14 clubs Middlesex County League Premier Division – 15 clubs Midland League Division Two – 15 clubs | Anglian Combination Premier Division – 16 clubs Bedfordshire County League Premier Division – 16 clubs Cambridgeshire County League Premier Division – 16 clubs Central Midlands League Premier Division North – 18 clubs Central Midlands League Premier Division South – 17 clubs Cheshire League Premier Division – 18 clubs Devon Football League North & East Division – 13 clubs Devon Football League South & West Division – 15 clubs Dorset Premier League – 18 clubs Essex Alliance League – 14 clubs Essex & Suffolk Border League Premier Division – 18 clubs Essex Olympian League Premier Division – 15 clubs Gloucestershire County League – 16 clubs Hampshire Premier League Senior Division – 16 clubs Herefordshire FA County League Premier Division – 15 clubs Hertfordshire Senior County League Premier Division – 16 clubs Humber Premier League Premier Division – 15 clubs Kent County League Premier Division – 16 clubs Leicestershire Senior League Premier Division – 18 clubs Lincolnshire League – 18 clubs Liverpool County Premier League Premier Division – 15 clubs Manchester League Premier Division – 15 clubs Mid-Sussex League Premier Division – 14 clubs Middlesex County League Premier Division – 15 clubs Midland League Division Two – 15 clubs | Anglian Combination Premier Division – 16 clubs Bedfordshire County League Premier Division – 16 clubs Cambridgeshire County League Premier Division – 16 clubs Central Midlands League Premier Division North – 18 clubs Central Midlands League Premier Division South – 17 clubs Cheshire League Premier Division – 18 clubs Devon Football League North & East Division – 13 clubs Devon Football League South & West Division – 15 clubs Dorset Premier League – 18 clubs Essex Alliance League – 14 clubs Essex & Suffolk Border League Premier Division – 18 clubs Essex Olympian League Premier Division – 15 clubs Gloucestershire County League – 16 clubs Hampshire Premier League Senior Division – 16 clubs Herefordshire FA County League Premier Division – 15 clubs Hertfordshire Senior County League Premier Division – 16 clubs Humber Premier League Premier Division – 15 clubs Kent County League Premier Division – 16 clubs Leicestershire Senior League Premier Division – 18 clubs Lincolnshire League – 18 clubs Liverpool County Premier League Premier Division – 15 clubs Manchester League Premier Division – 15 clubs Mid-Sussex League Premier Division – 14 clubs Middlesex County League Premier Division – 15 clubs Midland League Division Two – 15 clubs | Anglian Combination Premier Division – 16 clubs Bedfordshire County League Premier Division – 16 clubs Cambridgeshire County League Premier Division – 16 clubs Central Midlands League Premier Division North – 18 clubs Central Midlands League Premier Division South – 17 clubs Cheshire League Premier Division – 18 clubs Devon Football League North & East Division – 13 clubs Devon Football League South & West Division – 15 clubs Dorset Premier League – 18 clubs Essex Alliance League – 14 clubs Essex & Suffolk Border League Premier Division – 18 clubs Essex Olympian League Premier Division – 15 clubs Gloucestershire County League – 16 clubs Hampshire Premier League Senior Division – 16 clubs Herefordshire FA County League Premier Division – 15 clubs Hertfordshire Senior County League Premier Division – 16 clubs Humber Premier League Premier Division – 15 clubs Kent County League Premier Division – 16 clubs Leicestershire Senior League Premier Division – 18 clubs Lincolnshire League – 18 clubs Liverpool County Premier League Premier Division – 15 clubs Manchester League Premier Division – 15 clubs Mid-Sussex League Premier Division – 14 clubs Middlesex County League Premier Division – 15 clubs Midland League Division Two – 15 clubs | Anglian Combination Premier Division – 16 clubs Bedfordshire County League Premier Division – 16 clubs Cambridgeshire County League Premier Division – 16 clubs Central Midlands League Premier Division North – 18 clubs Central Midlands League Premier Division South – 17 clubs Cheshire League Premier Division – 18 clubs Devon Football League North & East Division – 13 clubs Devon Football League South & West Division – 15 clubs Dorset Premier League – 18 clubs Essex Alliance League – 14 clubs Essex & Suffolk Border League Premier Division – 18 clubs Essex Olympian League Premier Division – 15 clubs Gloucestershire County League – 16 clubs Hampshire Premier League Senior Division – 16 clubs Herefordshire FA County League Premier Division – 15 clubs Hertfordshire Senior County League Premier Division – 16 clubs Humber Premier League Premier Division – 15 clubs Kent County League Premier Division – 16 clubs Leicestershire Senior League Premier Division – 18 clubs Lincolnshire League – 18 clubs Liverpool County Premier League Premier Division – 15 clubs Manchester League Premier Division – 15 clubs Mid-Sussex League Premier Division – 14 clubs Middlesex County League Premier Division – 15 clubs Midland League Division Two – 15 clubs | Anglian Combination Premier Division – 16 clubs Bedfordshire County League Premier Division – 16 clubs Cambridgeshire County League Premier Division – 16 clubs Central Midlands League Premier Division North – 18 clubs Central Midlands League Premier Division South – 17 clubs Cheshire League Premier Division – 18 clubs Devon Football League North & East Division – 13 clubs Devon Football League South & West Division – 15 clubs Dorset Premier League – 18 clubs Essex Alliance League – 14 clubs Essex & Suffolk Border League Premier Division – 18 clubs Essex Olympian League Premier Division – 15 clubs Gloucestershire County League – 16 clubs Hampshire Premier League Senior Division – 16 clubs Herefordshire FA County League Premier Division – 15 clubs Hertfordshire Senior County League Premier Division – 16 clubs Humber Premier League Premier Division – 15 clubs Kent County League Premier Division – 16 clubs Leicestershire Senior League Premier Division – 18 clubs Lincolnshire League – 18 clubs Liverpool County Premier League Premier Division – 15 clubs Manchester League Premier Division – 15 clubs Mid-Sussex League Premier Division – 14 clubs Middlesex County League Premier Division – 15 clubs Midland League Division Two – 15 clubs | Northamptonshire Combination League Premier Division – 14 clubs Northern Alliance Premier Division – 16 clubs North Riding League Premier Division – 14 clubs Nottinghamshire Senior League Senior Division – 18 clubs Oxfordshire Senior League Premier Division – 16 clubs Peterborough & District League Premier Division – 16 clubs Salop Leisure League Premier Division – 14 clubs Sheffield & Hallamshire County Senior League Premier Division – 14 clubs Somerset County League Premier Division – 16 clubs Southern Combination League Division Two – 14 clubs Spartan South Midlands League Division Two – 18 clubs St Piran League East Division – 16 clubs St Piran League West Division – 16 clubs Staffordshire County Senior League Premier Division – 16 clubs Suffolk & Ipswich League Senior Division – 16 clubs Surrey Elite Intermediate League – 16 clubs Thames Valley Premier League Premier Division – 15 clubs Wearside League Division One – 18 clubs West Cheshire League Division One – 16 clubs West Lancashire League Premier Division – 16 clubs West Midlands (Regional) League Division One – 16 clubs West Yorkshire League Premier Division – 16 clubs Wiltshire Senior League – 17 clubs York League Premier Division – 14 clubs Yorkshire Amateur League Supreme Division – 16 clubs | Northamptonshire Combination League Premier Division – 14 clubs Northern Alliance Premier Division – 16 clubs North Riding League Premier Division – 14 clubs Nottinghamshire Senior League Senior Division – 18 clubs Oxfordshire Senior League Premier Division – 16 clubs Peterborough & District League Premier Division – 16 clubs Salop Leisure League Premier Division – 14 clubs Sheffield & Hallamshire County Senior League Premier Division – 14 clubs Somerset County League Premier Division – 16 clubs Southern Combination League Division Two – 14 clubs Spartan South Midlands League Division Two – 18 clubs St Piran League East Division – 16 clubs St Piran League West Division – 16 clubs Staffordshire County Senior League Premier Division – 16 clubs Suffolk & Ipswich League Senior Division – 16 clubs Surrey Elite Intermediate League – 16 clubs Thames Valley Premier League Premier Division – 15 clubs Wearside League Division One – 18 clubs West Cheshire League Division One – 16 clubs West Lancashire League Premier Division – 16 clubs West Midlands (Regional) League Division One – 16 clubs West Yorkshire League Premier Division – 16 clubs Wiltshire Senior League – 17 clubs York League Premier Division – 14 clubs Yorkshire Amateur League Supreme Division – 16 clubs | Northamptonshire Combination League Premier Division – 14 clubs Northern Alliance Premier Division – 16 clubs North Riding League Premier Division – 14 clubs Nottinghamshire Senior League Senior Division – 18 clubs Oxfordshire Senior League Premier Division – 16 clubs Peterborough & District League Premier Division – 16 clubs Salop Leisure League Premier Division – 14 clubs Sheffield & Hallamshire County Senior League Premier Division – 14 clubs Somerset County League Premier Division – 16 clubs Southern Combination League Division Two – 14 clubs Spartan South Midlands League Division Two – 18 clubs St Piran League East Division – 16 clubs St Piran League West Division – 16 clubs Staffordshire County Senior League Premier Division – 16 clubs Suffolk & Ipswich League Senior Division – 16 clubs Surrey Elite Intermediate League – 16 clubs Thames Valley Premier League Premier Division – 15 clubs Wearside League Division One – 18 clubs West Cheshire League Division One – 16 clubs West Lancashire League Premier Division – 16 clubs West Midlands (Regional) League Division One – 16 clubs West Yorkshire League Premier Division – 16 clubs Wiltshire Senior League – 17 clubs York League Premier Division – 14 clubs Yorkshire Amateur League Supreme Division – 16 clubs | Northamptonshire Combination League Premier Division – 14 clubs Northern Alliance Premier Division – 16 clubs North Riding League Premier Division – 14 clubs Nottinghamshire Senior League Senior Division – 18 clubs Oxfordshire Senior League Premier Division – 16 clubs Peterborough & District League Premier Division – 16 clubs Salop Leisure League Premier Division – 14 clubs Sheffield & Hallamshire County Senior League Premier Division – 14 clubs Somerset County League Premier Division – 16 clubs Southern Combination League Division Two – 14 clubs Spartan South Midlands League Division Two – 18 clubs St Piran League East Division – 16 clubs St Piran League West Division – 16 clubs Staffordshire County Senior League Premier Division – 16 clubs Suffolk & Ipswich League Senior Division – 16 clubs Surrey Elite Intermediate League – 16 clubs Thames Valley Premier League Premier Division – 15 clubs Wearside League Division One – 18 clubs West Cheshire League Division One – 16 clubs West Lancashire League Premier Division – 16 clubs West Midlands (Regional) League Division One – 16 clubs West Yorkshire League Premier Division – 16 clubs Wiltshire Senior League – 17 clubs York League Premier Division – 14 clubs Yorkshire Amateur League Supreme Division – 16 clubs | Northamptonshire Combination League Premier Division – 14 clubs Northern Alliance Premier Division – 16 clubs North Riding League Premier Division – 14 clubs Nottinghamshire Senior League Senior Division – 18 clubs Oxfordshire Senior League Premier Division – 16 clubs Peterborough & District League Premier Division – 16 clubs Salop Leisure League Premier Division – 14 clubs Sheffield & Hallamshire County Senior League Premier Division – 14 clubs Somerset County League Premier Division – 16 clubs Southern Combination League Division Two – 14 clubs Spartan South Midlands League Division Two – 18 clubs St Piran League East Division – 16 clubs St Piran League West Division – 16 clubs Staffordshire County Senior League Premier Division – 16 clubs Suffolk & Ipswich League Senior Division – 16 clubs Surrey Elite Intermediate League – 16 clubs Thames Valley Premier League Premier Division – 15 clubs Wearside League Division One – 18 clubs West Cheshire League Division One – 16 clubs West Lancashire League Premier Division – 16 clubs West Midlands (Regional) League Division One – 16 clubs West Yorkshire League Premier Division – 16 clubs Wiltshire Senior League – 17 clubs York League Premier Division – 14 clubs Yorkshire Amateur League Supreme Division – 16 clubs | Northamptonshire Combination League Premier Division – 14 clubs Northern Alliance Premier Division – 16 clubs North Riding League Premier Division – 14 clubs Nottinghamshire Senior League Senior Division – 18 clubs Oxfordshire Senior League Premier Division – 16 clubs Peterborough & District League Premier Division – 16 clubs Salop Leisure League Premier Division – 14 clubs Sheffield & Hallamshire County Senior League Premier Division – 14 clubs Somerset County League Premier Division – 16 clubs Southern Combination League Division Two – 14 clubs Spartan South Midlands League Division Two – 18 clubs St Piran League East Division – 16 clubs St Piran League West Division – 16 clubs Staffordshire County Senior League Premier Division – 16 clubs Suffolk & Ipswich League Senior Division – 16 clubs Surrey Elite Intermediate League – 16 clubs Thames Valley Premier League Premier Division – 15 clubs Wearside League Division One – 18 clubs West Cheshire League Division One – 16 clubs West Lancashire League Premier Division – 16 clubs West Midlands (Regional) League Division One – 16 clubs West Yorkshire League Premier Division – 16 clubs Wiltshire Senior League – 17 clubs York League Premier Division – 14 clubs Yorkshire Amateur League Supreme Division – 16 clubs | Northamptonshire Combination League Premier Division – 14 clubs Northern Alliance Premier Division – 16 clubs North Riding League Premier Division – 14 clubs Nottinghamshire Senior League Senior Division – 18 clubs Oxfordshire Senior League Premier Division – 16 clubs Peterborough & District League Premier Division – 16 clubs Salop Leisure League Premier Division – 14 clubs Sheffield & Hallamshire County Senior League Premier Division – 14 clubs Somerset County League Premier Division – 16 clubs Southern Combination League Division Two – 14 clubs Spartan South Midlands League Division Two – 18 clubs St Piran League East Division – 16 clubs St Piran League West Division – 16 clubs Staffordshire County Senior League Premier Division – 16 clubs Suffolk & Ipswich League Senior Division – 16 clubs Surrey Elite Intermediate League – 16 clubs Thames Valley Premier League Premier Division – 15 clubs Wearside League Division One – 18 clubs West Cheshire League Division One – 16 clubs West Lancashire League Premier Division – 16 clubs West Midlands (Regional) League Division One – 16 clubs West Yorkshire League Premier Division – 16 clubs Wiltshire Senior League – 17 clubs York League Premier Division – 14 clubs Yorkshire Amateur League Supreme Division – 16 clubs |
| Totale club: 1862 |         | | | | | | | | | | | | | | | | |

Il sistema è definito solo fino al livello 11, segue poi una struttura fittizia, regolata da accordi fra le varie leghe.
| 12                | 862 | Anglian Combination Division One – 16 clubs Aylesbury and District League Premier Division – 9 clubs Bedfordshire County League Division One – 13 clubs Bristol Premier Combination Premier Division – 13 clubs Bristol & Suburban League Premier Division One – 13 clubs Cambridgeshire County League Senior A Division – 16 clubs Central Midlands League Division One North – 11 clubs Central Midlands League Division One South – 12 clubs Central Midlands League Division One Central – 10 clubs Cheshire League Division One – 16 clubs Cornwall Combination – 20 clubs Devon & Exeter League Premier Division – 16 clubs Dorset League Senior Division – 14 clubs East Cornwall League – 18 clubs East Sussex League Premier Division – 10 clubs Essex Alliance League Premier Division – 12 clubs Essex & Suffolk Border League Division One – 16 clubs Essex Olympian League Senior Division One – 13 clubs Gloucester Northern Senior League Division One – 16 clubs Hampshire Premier League Division One – 11 clubs Hellenic League Division Two East – 15 clubs Hellenic League Division Two North – 15 clubs Hellenic League Division Two South – 14 clubs Hellenic League Division Two West – 14 clubs Herefordshire FA County League Division One – 13 clubs Hertfordshire Senior County League Division One – 16 clubs Humber Premier League Division One – 15 clubs Kent County League Division One East – 11 clubs Kent County League Division One West – 12 clubs Leicestershire Senior League Division One – 16 clubs Liverpool Premier League Division One – 14 clubs Manchester League Division One – 13 clubs Mid-Sussex League Championship – 12 clubs | Middlesex County League Division One Central & East – 10 clubs Middlesex County League Division One South West – 11 clubs Middlesex County League Division One West – 10 clubs Midland League Division Three – 16 clubs North Berks League Division One – 11 clubs North Bucks & District League Premier Division – 13 clubs North Devon League Premier Division – 16 clubs North Riding League Division One – 10 clubs Northamptonshire Combination League Division One – 14 clubs Northern Alliance Division One – 16 clubs Nottinghamshire Senior League Division One – 15 clubs Oxfordshire Senior League Division One – 11 clubs Peterborough & District League Division One – 16 clubs Plymouth & West Devon League Premier Division – 12 clubs Sheffield & Hallamshire County Senior League Division One – 14 clubs Somerset County League Division One – 14 clubs South Devon Football League Premier Division – 14 clubs Staffordshire County Senior League Division One – 16 clubs Suffolk & Ipswich League Division One – 14 clubs Surrey County Intermediate League (Western) Premier Division – 14 clubs Surrey South Eastern Combination Intermediate Division One – 12 clubs Swindon & District League Premier Division – 9 clubs Thames Valley Premier League Division One – 11 clubs Trowbridge & District League Division One – 12 clubs Wearside League Division Two – 8 clubs West Cheshire League Division Two – 16 clubs West Lancashire League Division One – 14 clubs West Midlands (Regional) League Division Two – 10 clubs West Sussex League Premier Division – 11 clubs West Yorkshire League Division One – 16 clubs York League Division One – 9 clubs Yorkshire Amateur League Premier Division – 12 clubs |
| 13                | 789 | Aldershot & District League Division One – 9 clubs Andover and District League – 10 clubs Anglian Combination Division Two – 15 clubs Aylesbury and District League Division One – 11 clubs Banbury District and Lord Jersey FA Premier Division – 11 clubs Basingstoke and District League Division One – 9 clubs Bedfordshire County League Division Two – 12 clubs Bristol Premier Combination Premier Division One – 14 clubs Bristol and Suburban League Premier Division Two – 11 clubs Cambridgeshire County League Senior B Division – 16 clubs Cheshire League League Two – 12 clubs Crook and District League Division One – 8 clubs Devon and Exeter League Division One – 13 clubs Dorset League Division One – 14 clubs Duchy League Division One East – 14 clubs Duchy League Division One West – 14 clubs East Riding County League Premier Division – 12 clubs East Sussex League Division One – 7 clubs Essex Alliance League Division One – 13 clubs Essex & Suffolk Border League Division Two – 15 clubs Essex Olympian League Senior Division Two – 12 clubs Gloucester Northern Senior League Division Two – 16 clubs Herefordshire FA County League Division Two – 13 clubs Hertford and District League Premier Division – 10 clubs Kent County League Division Two East – 11 clubs Kent County League Division Two West – 12 clubs Leicestershire Senior League Division Two – 12 clubs Liverpool County Premier League Division Two – 11 clubs Manchester League Division Two – 15 clubs Middlesex County League Division Two – 12 clubs Mid-Essex League Premier Division – 11 clubs Mid-Sussex League Division One – 11 clubs | Midlands Regional Alliance Premier Division – 14 clubs North Berks League Division Two – 11 clubs North Bucks and District League Intermediate Division – 13 clubs North Devon League Senior Division – 16 clubs North Leicestershire League Premier Division – 10 clubs Northamptonshire Combination League Division Two – 14 clubs Northern Alliance Division Two – 15 clubs Nottinghamshire Senior League Division Two – 16 clubs Peterborough and District League Division Two – 15 clubs Plymouth and West Devon League Division One – 11 clubs Scarborough & District Football League Division One – 6 clubs Sheffield & Hallamshire County Senior League Division Two – 12 clubs Shropshire Premier League – 11 clubs Somerset County League Division Two – 14 clubs South Devon Football League Division One – 14 clubs Southampton Saturday League Premier Division – 10 clubs Southend Borough Combination Premier Division – 6 clubs Staffordshire County Senior League Division Two North – 12 clubs Staffordshire County Senior League Division Two South – 11 clubs Suffolk and Ipswich League Division Two – 14 clubs Surrey South Eastern Combination Intermediate Division Two – 13 clubs Swindon & District League Division One – 10 clubs Thames Valley Premier League Division Two – 11 clubs Trelawny League Premiership – 13 clubs Trowbridge & District League Division Two – 11 clubs West Cheshire League Division Three – 16 clubs West Lancashire League Division Two – 12 clubs West Sussex League Division One – 11 clubs West Yorkshire League Division Two – 16 clubs Witney and District League Premier Division – 11 clubs York League Division Two – 11 clubs Yorkshire Amateur League Championship Division – 12 clubs |
| 14                | 861 | Aldershot & District League Division Two – 6 clubs Altrincham and District Amateur League Division One – 11 clubs Anglian Combination Division Three – 18 clubs Aylesbury and District League Division Two – 10 clubs Banbury District and Lord Jersey FA Division One – 11 clubs Basingstoke and District League Division Two – 10 clubs Bedfordshire County League Division Three – 12 clubs Brighton, Worthing & District League Division One – 11 clubs Bristol and District League Senior Division – 14 clubs Bristol and Suburban Association League Division One – 14 clubs Cambridgeshire County League Division One A – 13 clubs Cambridgeshire County League Division One B – 14 clubs Cheltenham League Division One – 12 clubs Craven and District League Premier Division – 12 clubs Crewe and District League Premier Division – 12 clubs Crook and District League Division Two – 7 clubs Devon and Exeter League Division Two – 14 clubs Doncaster and District Senior League Premier Division – 8 clubs Dorset League Division Two – 12 clubs Duchy League Division Two – 12 clubs East Riding County League Division One – 12 clubs East Sussex League Division Two – 10 clubs Essex Alliance League Division Two – 12 clubs Essex Olympian League Senior Division Three – 13 clubs Furness Premier League Premier Division – 14 clubs Guildford and Woking Alliance League Premier Division – 11 clubs Halifax and District League Premier Division – 11 clubs Harrogate and District League Premier Division – 12 clubs Hertford and District League Division One – 12 clubs Hope Valley Amateur League Premier Division – 14 clubs Huddersfield and District Association League Division One – 12 clubs I Zingari Combination – 12 clubs Kent County League Division Three East – 12 clubs Kent County League Division Three West – 14 clubs Kingston and District League Premier Division – 11 clubs Lancashire Amateur League Premier Division – 12 clubs Lancashire and Cheshire Amateur League Premier Division – 10 clubs Leicester and District League Premier Division – 10 clubs Liverpool Old Boys' League Division One – 10 clubs | Middlesex County League Combination – 11 clubs Mid-Essex League Division One – 12 clubs Mid-Sussex Football League Division Two North – 9 clubs Mid-Sussex Football League Division Two South – 10 clubs Mid-Somerset League Premier Division – 11 clubs Midlands Regional Alliance Division One – 11 clubs North Berks League Division Three – 11 clubs North Bucks and District League Division One – 13 clubs North Devon League Intermediate Division One – 14 clubs North East Combination League Division One – 12 clubs North Gloucestershire League Premier Division – 14 clubs North Leicestershire League Division One – 10 clubs Northamptonshire Combination League Division Three – 14 clubs Northern Football Alliance Development Division – 16 clubs Peterborough and District League Division Three – 15 clubs Perry Street and District League Premier Division – 13 clubs Scarborough & District Football League Division Two – 8 clubs Somerset County League Division Three – 14 clubs South Devon Football League Division Two – 14 clubs Southampton Saturday League Senior Division One – 10 clubs Southend Borough Combination Division One – 12 clubs Stroud and District League Division One – 14 clubs Suffolk and Ipswich League Division Three – 13 clubs Swindon & District League Division Two – 10 clubs Taunton & District Saturday League Division One – 11 clubs Thames Valley Premier League Division Three – 11 clubs Trelawny League Championship – 13 clubs Wakefield and District League Premier Division – 11 clubs West Sussex League Division Two North – 12 clubs West Sussex League Division Two South – 11 clubs Weston-super-Mare and District League Division One – 11 clubs Wimbledon & District League Premier Division – 10 clubs Witney and District League Division One – 12 clubs Yeovil and District League Premier Division – 12 clubs York League Division Three – 11 clubs Yorkshire Amateur League Division One – 11 clubs |
| 15                | 749 | Anglian Combination Division Four – 15 clubs Banbury District and Lord Jersey FA Division Two – 11 clubs Bristol and District League Division One – 13 clubs Bristol and Suburban Association Football League Division Two – 14 clubs Cambridgeshire Football Association County League Division Two A – 14 clubs Cambridgeshire Football Association County League Division Two B – 14 clubs Cheltenham League Division Two – 12 clubs Cirencester and District League Division One – 12 clubs Colchester and East Essex Football League Premier Division – 9 clubs Craven and District League Division One – 12 clubs Devon and Exeter Football League Division Three – 14 clubs Doncaster and District Senior League Division One – 7 clubs Dorset Football League Division Three – 12 clubs East Riding County League Division Two – 12 clubs East Sussex Football League Division Three – 11 clubs Essex Alliance League Division Three – 13 clubs Essex Olympian League Senior Division Four – 14 clubs Furness Premier League Division One – 10 clubs Guildford and Woking Alliance League Division One – 11 clubs Halifax and District League Division One – 13 clubs Harrogate and District League Division One – 13 clubs Hertford and District League Division Two – 11 clubs Hope Valley Amateur League A Division – 17 clubs Huddersfield and District Association Football League Division Two – 12 clubs Isle of Wight Saturday League Division One – 11 clubs Kingston and District Football League Division One – 10 clubs Lancashire Amateur League Division One – 14 clubs Lancashire and Cheshire Amateur League Division One – 8 clubs Leicester and District League Division One – 13 clubs Liverpool Old Boys' League Division Two – 10 clubs Mid-Essex League Division Two – 13 clubs | Mid-Sussex Football League Division Three North – 10 clubs Mid-Sussex Football League Division Three South – 10 clubs Mid-Somerset Football League Division One – 11 clubs Midlands Regional Alliance Division Two – 11 clubs North East Combination Saturday League Division One – 12 clubs North Berks Football League Division Four – 12 clubs North Bucks and District League Division Two – 12 clubs North Devon League Intermediate Division Two – 12 clubs North East Combination League Division Two – 12 clubs North Gloucestershire League Division One – 12 clubs North Leicestershire League Division Two – 10 clubs Northamptonshire Combination Football League Division Four – 14 clubs Plymouth and West Devon Football League Division Three – 10 clubs Perry Street and District League Division One – 13 clubs Peterborough and District Football League Division Four – 15 clubs Plymouth and West Devon Combination Football League Division Three – 11 clubs Sevenoaks and District Football League Premier Division – 11 clubs South Devon Football League Division Three – 14 clubs Southend Borough Combination Division Two – 11 clubs Stroud and District League Division Two – 13 clubs Suffolk and Ipswich League Division Four – 13 clubs Taunton & District Saturday League Division Two – 11 clubs Thames Valley Premier Football League Division Four – 10 clubs Trelawny League League One – 14 clubs Wakefield and District League Division One – 11 clubs West Sussex League Division Three North – 11 clubs West Sussex League Division Three South – 10 clubs Weston-super-Mare and District Football League Division Two – 11 clubs Wimbledon & District Football League Division One – 10 clubs Witney and District League Division Two – 13 clubs Yeovil and District League Division One – 12 clubs Yorkshire Amateur League Division Two – 12 clubs                                                                                         |
| 16                | 662 | Anglian Combination Division Five North – 15 clubs Anglian Combination Division Five South – 16 clubs Banbury District and Lord Jersey FA Division Three – 12 clubs Bristol and District League Division Two – 15 clubs Bristol and Suburban Association Football League Division Three – 13 clubs Cambridgeshire Football Association County League Division Three A – 14 clubs Cambridgeshire Football Association County League Division Three B – 14 clubs Cheltenham League Division Three – 12 clubs Cirencester and District League Division Two – 14 clubs Colchester and East Essex Football League Division One – 13 clubs Craven and District League Division Two – 14 clubs Devon and Exeter Football League Division Four – 13 clubs Dorset Football League Division Four – 11 clubs East Berkshire Football League Premier – 9 clubs East Riding County League Division Three – 12 clubs East Sussex Football League Division Four – 11 clubs Essex Alliance League Division Four – 12 clubs Essex Olympian League Senior Division Five – 13 clubs Furness Premier League Division Two – 11 clubs Guildford and Woking Alliance League Division Two – 13 clubs Halifax and District League Division Two – 12 clubs Hertford and District League Division Three – 13 clubs Huddersfield and District Association Football League Division Three – 12 clubs Isle of Wight Saturday League Division Two – 11 clubs Kingston and District Football League Division Two – 12 clubs Lancashire Amateur League Division Two – 14 clubs Lancashire and Cheshire Amateur League Division Two – 11 clubs Leicester and District League Division Two – 12 clubs | Liverpool Old Boys' League Division Three – 12 clubs Mid-Essex League Division Three – 13 clubs Mid-Sussex Football League Division Four North – 10 clubs Mid-Sussex Football League Division Four South – 11 clubs Mid-Somerset Football League Division Two – 13 clubs North East Combination Saturday League Division Two – 11 clubs North Berks Football League Division Five – 13 clubs North East Combination League Division Three – 13 clubs North Gloucestershire League Division Two – 12 clubs North Leicestershire League Division Three – 12 clubs Northampton Town and District Football League Division One – 4 clubs Perry Street and District League Division Two – 13 clubs Peterborough and District Football League Division Five – 13 clubs Sevenoaks and District Football League Division One – 11 clubs Southend Borough Combination Division Three – 11 clubs Stroud and District League Division Three – 13 clubs Suffolk and Ipswich League Division Five – 12 clubs Taunton & District Saturday League Division Three – 9 clubs Trelawny League League Two – 14 clubs Wakefield and District League Division Two – 11 clubs West Sussex League Division Four North – 11 clubs West Sussex League Division Four South – 10 clubs Weston-super-Mare and District Football League Division Three – 12 clubs Wimbledon & District Football League Division Two – 10 clubs Witney and District League Division Three – 13 clubs Yeovil and District League Division Two – 10 clubs Yorkshire Amateur League Division Three – 11 clubs |
| 17                | 417 | Bristol and District League Division Three – 14 clubs Bristol and Suburban Association Football League Division Four – 12 clubs Cambridgeshire Football Association County League Division Four A – 12 clubs Cambridgeshire Football Association County League Division Four B – 14 clubs Central and South Norfolk League Division One – 12 clubs Cheltenham League Division Four – 11 clubs Craven and District League Division Three – 13 clubs Dorset Football League Division Five – 11 clubs Devon and Exeter Football League Division Five – 13 clubs East Berkshire Football League Division One – 9 clubs East Riding County League Division Four – 12 clubs East Sussex Football League Division Five – 9 clubs Great Yarmouth & District Football League – 10 clubs Guildford and Woking Alliance League Division Three – 11 clubs Huddersfield and District Association Football League Division Four – 14 clubs Lancashire Amateur League Division Three – 14 clubs Lancashire and Cheshire Amateur League Division Three – 10 clubs Liverpool Old Boys' League Division Four – 9 clubs | Lowestoft & District League Division One – 13 clubs Mid-Essex League Division Four – 14 clubs Mid-Sussex Football League Division Five North – 10 clubs Mid-Sussex Football League Division Five South – 10 clubs Mid-Somerset Football League Division Three – 14 clubs North East Combination Saturday League Division Three – 13 clubs North East Norfolk League – 12 clubs North Gloucestershire League Division Three – 12 clubs North West Norfolk League Division One – 10 clubs Northampton Town and District Football League Division Two – 6 clubs Perry Street and District League Division Three – 13 clubs Stroud and District League Division Four – 14 clubs Suffolk and Ipswich League Division Six – 13 clubs West Sussex League Division Five North – 10 clubs West Sussex League Division Five South – 10 clubs Weston-super-Mare and District Football League Division Four – 11 clubs Wimbledon & District Football League Division Three – 10 clubs Yorkshire Amateur League Division Four – 12 clubs |
| 18                | 209 | Bournemouth Saturday League Premier Division – 6 clubs Bristol and District League Division Four – 13 clubs Bristol and Suburban Association Football League Division Five – 12 clubs Cambridgeshire Football Association County League Division Five A – 13 clubs Cambridgeshire Football Association County League Division Five B – 12 clubs Central and South Norfolk League Division Two – 12 clubs Devon and Exeter Football League Division Six – 14 clubs East Berkshire Football League Division Two – 10 clubs East Riding County League Division Five – 12 clubs | Guildford and Woking Alliance League Division Four – 14 clubs Lancashire Amateur League Division Four – 12 clubs Lancashire and Cheshire Amateur League Division A – 13 clubs Lowestoft & District League Division Two – 12 clubs Mid-Essex League Division Five – 14 clubs North Gloucestershire League Division Four – 12 clubs North West Norfolk League Division Two – 12 clubs Stroud and District League Division Five – 14 clubs Yorkshire Amateur League Division Five – 12 clubs |
| 19                | 110 | Bournemouth Saturday League Division One – 11 clubs Bristol and District League Division Five – 12 clubs Central and South Norfolk League Division Three – 9 clubs Devon and Exeter Football League Division Seven – 12 clubs Driffield and District League Premier Division – 9 clubs | East Berkshire Football League Division Three – 10 clubs Lancashire Amateur League Division Five – 13 clubs Lancashire and Cheshire Amateur League Division B – 11 clubs North West Norfolk League Division Three – 9 clubs Stroud and District League Division Six – 14 clubs |
| 20                | 39  | Central and South Norfolk League Division Four – 12 clubs Lancashire and Cheshire Amateur League Division C – 13 clubs | Stroud and District League Division Seven – 14 clubs |
| 21                | 32  | Central and South Norfolk League Division Five – 10 clubs Lancashire and Cheshire Amateur League Division D – 10 clubs | Stroud and District League Division Eight – 12 clubs |
| Totale club: 4730 |     | | |